# Chemin de fer Sartigan
Le Chemin de fer Sartigan (CFS ; en anglais : Sartigan Railway) est un chemin de fer d'intérêt local situé au Québec. Elle opère les anciennes lignes du Québec Central, lesquelles appartiennent au Ministère des Transports, entre la gare de triage Joffre, située à Lévis, et Vallée-Jonction,. Son siège se trouve à Vallée-Jonction au Québec.
Il opère deux centres de transbordements en partenariat avec Logibel, à Scott et à Saint-Lambert-de-Lauzon,